# لیبرتی (کارولینای شمالی)
لیبرتی (به انگلیسی: Liberty) شهری در ایالت کارولینای شمالی کشور ایالات متحده آمریکا است که جمعیت آن در سرشماری سال ۲۰۱۰ میلادی، ۲٬۶۵۶ نفر بوده‌است.